# Економічне зростання
Економі́чне зроста́ння (англ. Economic growth) — збільшення обсягу виробленої продукції порівняно з минулим роком, збільшення її реальної (корегованої на інфляцію) вартості.
Економічне зростання — це регулярне розширення масштабів діяльності всіх суб'єктів господарювання, яке виявляється у збільшенні абсолютних розмірів (чи у відсотках) ВВП, ВНП, національного доходу в країні загалом і на особу.

## Основні напрямки
Розрізняють такі типи економічного зростання: екстенсивний та інтенсивний.
Екстенсивне зростання здійснюється шляхом збільшення обсягів залучених до процесу виробництва ресурсів.
Інтенсивне зростання здійснюється шляхом ефективнішого використання ресурсів на основі науково-технічного прогресу (НТР) та найкращих форм організації виробництва.
Макроекономічні фактори економічного зростання можуть бути поділені на три групи:
- фактори пропозиції;
- фактори попиту;
- фактори розподілу.

Фактори пропозиції — це:
- кількість і якість природних ресурсів;
- кількість і якість трудових ресурсів;
- обсяг основного капіталу (основні фонди);
- технології.

## Прерогативні фактори
Саме ці фактори визначають можливість економічного зростання. Але слід розрізняти здатність до зростання і реальне зростання, для чого важливими є два фактори: попиту і розподілу.
Фактори попиту: для реалізації зрослого виробничого потенціалу в економіці треба забезпечити повне використання збільшених обсягів усіх ресурсів. А це потребує збільшення рівня сукупних витрат, тобто сукупного попиту.
Фактори розподілу: здатність до нарощування виробництва недостатня для розширення загального випуску продукції. Необхідним є також розподіл зрослих обсягів ресурсів з метою отримання максимальної кількості корисної продукції.
Фактори пропозиції і попиту взаємопов'язані. Наприклад, безробіття уповільнює темпи нагромадження капіталу, зменшує витрати на дослідження. І навпаки, низькі темпи впровадження нововведень та інвестицій можуть стати головною причиною безробіття.